# Pierre Capest
Pierre Paul Marie Capest, né le 26 octobre 1857 à Pointe-à-Pitre (Guadeloupe) et mort le 31 juillet 1924 à Marseille, est un administrateur colonial français qui fut gouverneur général de l'Afrique-Occidentale française (AOF).

## Biographie
En 1898 il fait brièvement fonction de commandant supérieur en Côte d'Ivoire sous le mandat de Louis Mouttet.
Le 30 décembre 1898, Pierre Capest est nommé chevalier de la Légion d'honneur, alors qu'il exerce les fonctions de secrétaire général de la Guyane.
Après avoir fait fonction de gouverneur de la Côte d'Ivoire en 1898, il est commandant à Grand-Bassam de 1899 à 1902. Il s'y trouve notamment quand éclate l'épidémie de fièvre jaune en mars 1899 et doit prendre des mesures d'urgence.
Prenant la relève de Noël Ballay, il occupe ensuite le poste de gouverneur général de l'AOF par intérim, du 26 janvier 1902 au 15 mars 1902, date à laquelle Ernest Roume lui succède.